# Újezdec (district d'Uherské Hradiště)
Pour les articles homonymes, voir Újezdec.
Újezdec (en allemand : Aujestetz) est une commune du district d'Uherské Hradiště, dans la région de Zlín, en République tchèque. Sa population s'élevait à 252 habitants en 2020.

## Géographie
Újezdécembre se trouve à 17 km à l'ouest-sud-ouest d'Uherské Hradiště, à 36 km au sud-ouest de Zlín, à 52 km à l'est-sud-est de Brno et à 236 km au sud-est de Prague.
La commune est limitée par Medlovice au nord, par Stříbrnice et Vážany à l'est, par Ořechov au sud-est, par Syrovín au sud-ouest et par Hostějov à l'ouest.

## Histoire
La première mention écrite du village date de 1437.